# The Royal Family and the Poor

The Royal Family and the Poor est un groupe britannique originaire de Liverpool, centré autour de Mike Keane. Il fit partie de l' "écurie" Factory Records de 1979 à 1986.

## Origines et début chez Factory
Fondé en 1978 par Mike Keane et son colocataire Arthur MacDonald, étudiant en art et apprenti situationniste, The Royal Family and the Poor réalise une demo fin 1979 et l’envoie à Factory Records : ces textes lus par MacDonald sur fond de synthé distordu séduisent Tony Wilson.
Rejoints par le bassiste Nathan McGough et le batteur Phil Hurst, ils jouent début 1980 lors de deux concerts organisés par le label en compagnie de Joy Division, Section 25 et Crawling Chaos. La même année, ils occupent une des 4 faces du double LP "A Factory Quartet", enregistrée par Chris Nagle au  Graveyard (Prestwich) et au Strawberry (Stockport). Ils prennent à cette occasion comme pseudonyme les noms de Windsor (Mike pour Keane, Levi pour MacDonald), et jouent des morceaux où la voix de MacDonald fait preuve d'une rage (déjà) post-punk, comme sur l'excellent "Racket".
En août 1981 sort le maxi "Art on 45", produit par Donald Johnson de A Certain Ratio, qui joue également de la batterie pour combler le départ de Phil Hurst. La face B, produite par Peter Hook de New Order, est due exclusivement à Keane.
Nathan McGough ayant lui aussi quitté le groupe, les routes de MacDonald et de Keane se séparent, ce dernier décidant de suivre China Crisis dans sa tournée de mai-juin 1982. Keane en profite pour enregistrer quelques morceaux, dont une des perles du groupe, "I Love you (restrained in a moment)" en collaboration avec Gary Daly (chanteur et clavier de China Crisis).
En 1983, rongé par une sévère addiction à l'héroine, Keane sort de l'impasse : Factory lui propose d'enregistrer un LP via Rob Gretton. Il sera encore produit par Peter Hook de New Order (également aux backing vocals) et enrichi de deux nouveaux musiciens, John Neesham (violon) et Lita Hira (claviers).
"The temple of the 13th tribe" sort en novembre 1984 et confirme le style du groupe, entre ballades mélancoliques ("The dawn song" "I Love you (restrained in a moment)") et revendications boite-à-rythmées ("Radio Egypt", "Ritual 1") désormais dédiées à des sujets ésotériques.
Début 1985, le groupe réalise quelques dates dont 2 avec New Order, et, dans la foulée, un live simplement intitulé "Live 1983-85" chez le label Recloose Organisation.
Durant l'été 1985, Keane enregistre un second album pour Factory, avec qui les relations sont de plus en plus tendues. "We Love The Moon" sort en avril 1986, enchaînant comme le précédent mélodies éthérées qui peuvent rappeler Kevin Hewick ("Visions") et tréfonds kabbalistiques ("Living Room Alchemy").

## Depuis 1986
Keane, inspiré par son expérience chez Recloose Organisation, décide de fonder son propre label, Gaia Communication. Il y enregistrera la plupart de ses albums suivants : "In The Sea Of E" (1987) et "Songs For The Children Of Baphomet", un projet datant de 1988 mais finalement sorti en 2001, Gaia Communication ayant eu de sérieux problèmes financiers.
Un autre album, toujours dédiés à un certain esprit magico-libertaire, vient s'ajouter à la discographie de Royal Family and the Poor : "North-West Soul" en 2004, où ballades et rythmes électroniques s’épousent davantage ("Sick Sad World") en laissant encore une place aux instrumentaux atmosphériques ("Tell-Tale Heart").
Mike Keane n'a pas produit d'album depuis mais, complètement indépendamment, Arthur McDonald a réalisé sur son propre label Gothic Moon Records deux albums sous le nom de Royal Family and the Poor en 2010 ("The Pope's Daughter") et 2012 ("Haunted", signé RF&TP), en collaboration avec Teresa Kelly.

## Discographie

### Albums
- The Project Phase 1 – The Temple of the 13th Tribe (1984), Factory
- The Project – Phase 2 – We Love the Moon (1986), Factory
- Live 1983–1985 (1986), Recloose
- The Genetic Terrorists (1986), Gaia
- In the Sea of E (1987), Gaia
- Songs for the Children of Baphomet (2001), Gaia
- The Project Phase 5 – Portuguese Radio Show – October 1988 (2003), Boutique/LTM
- North-West Soul (2004), Boutique/LTM
- The Pope's Daughter (2010), Gothic Moon

Compilations
- Anthology 1978 – 2001 (2001), Gaia

### Singles
- "Art on 45" (1982), Factory
- "We Love the Moon" (1986), Factory
- "Restrained in a Moment" (1988), Gaia

### Autre
- A Factory Quartet (1980), Factory – La dernière des  quatre faces dédiées à un artiste Factory, avec 5 morceaux dont "Rackets"